# Ryan Hollins
Ryan Kenwood Hollins (ur. 10 października 1984 w Pasadenie) – amerykański koszykarz, środkowy, aktualnie wolny agent.
Na studiach oprócz koszykówki trenował również skok wzwyż, trójskok oraz skok w dal. W 2003 roku zajął 9. miejsce, podczas zawodów NCAA Regionals w skoku wzwyż (203 cm) oraz 6. w trakcie mistrzostw konferencji Pac-10 (209 cm). Jego rekordy życiowe to: 2,14 m (skok wzwyż), 6,78 m (skok w dal), 14,82 m (trójskok).
30 listopada 2015 roku podpisał umowę z zespołem Washington Wizards. Został zwolniony 22 grudnia, po rozegraniu 5 spotkań sezonu zasadniczego. 29 grudnia został zawodnikiem Memphis Grizzlies. Został zwolniony 7 stycznia 2016 roku. 21 stycznia podpisał 10-dniową umowę z klubem z Memphis, 1 lutego kolejną, a 2 marca umowę do końca sezonu. Klub z Memphis zwolnił go 7 kwietnia.

## Osiągnięcia
NCAA
- Finalista NCAA (2006)[11]
- NCAA Regional Most Outstanding Player (2006)[12]
- Zaliczony do Pac 10 Honorable Mention All-Freshman Team (2003)[13]

Reprezentacja
- Brązowy medalista igrzysk panamerykańskich (2015)[14]
- Uczestnik mistrzostw świata U–19 (2003, Grecja, 5. miejsce)[12]